# Вдовици
„Вдовици“ (на английски: Widows) е американско-британска криминална драма от 2018 г. на режисьора Стив Маккуин, който е съсценарист със Джилиън Флин. Филмът е адаптация на едноименния сериал. Във филма участват Вайола Дейвис, Мишел Родригес, Елизабет Дебики, Синтия Ериво, Колин Фарел, Робърт Дювал и Лиъм Нийсън.